# Оксфорд (переписна місцевість, Массачусетс)
Оксфорд (англ. Oxford) — переписна місцевість (CDP) в США, в окрузі Вустер штату Массачусетс. Населення — 5928 осіб (2020).

## Географія
Оксфорд розташований за координатами 42°6′57″ пн. ш. 71°52′12″ зх. д. / 42.11583° пн. ш. 71.87000° зх. д. (42.115881, -71.870094).  За даними Бюро перепису населення США в 2010 році переписна місцевість мала площу 9,55 км², з яких 8,97 км² — суходіл та 0,58 км² — водойми.

## Демографія
Згідно з переписом 2010 року, у переписній місцевості мешкали 6103 особи в 2354 домогосподарствах у складі 1594 родин. Густота населення становила 639 осіб/км².  Було 2454 помешкання (257/км²).
Расовий склад населення:
| - 96,6 % — білих - 0,8 % — азіатів - 0,6 % — чорних або афроамериканців - 0,2 % — корінних американців |

До двох чи більше рас належало 1,2 %. Частка іспаномовних становила 2,3 % від усіх жителів.
За віковим діапазоном населення розподілялося таким чином: 22,8 % — особи молодші 18 років, 63,4 % — особи у віці 18—64 років, 13,8 % — особи у віці 65 років та старші. Медіана віку мешканця становила 41,7 року. На 100 осіб жіночої статі у переписній місцевості припадало 97,4 чоловіків;  на 100 жінок у віці від 18 років та старших — 93,2 чоловіків також старших 18 років.
Середній дохід на одне домашнє господарство  становив 78 501 долар США (медіана — 64 914), а середній дохід на одну сім'ю — 93 214 долари (медіана — 86 595). За межею бідності перебувало 5,8 % осіб, у тому числі 5,0 % дітей у віці до 18 років та 5,6 % осіб у віці 65 років та старших.
Цивільне працевлаштоване населення становило 3372 особи. Основні галузі зайнятості: освіта, охорона здоров'я та соціальна допомога — 29,5 %, роздрібна торгівля — 19,5 %, виробництво — 12,2 %, фінанси, страхування та нерухомість — 7,4 %.